# Lange Jufferstraat
De Lange Jufferstraat is een straat in het centrum van de Nederlandse stad Utrecht.
Deze circa 200 meter lange straat vormt een verbinding tussen het Zocherpark en het  Lucasbolwerk naar de Nobelstraat en de Nobeldwarsstraat waar hij in overgaat. Zijstraten van de Lange Jufferstraat zijn de Korte Jufferstraat en de Korte Rietsteeg. Vroeger hete de straat gewoon Jufferstraat, later werd dat de Lange Jufferstraat en het korte zijstraatje werd de Korte Jufferstraat.
Aan de Lange Jufferstraat 10B bevindt zich een rijksmoment. Vroeger bevond zich hier ook het negentiende-eeuwse Stadsziekenhuis wat later het Stads- en Academisch Ziekenhuis Utrecht  werd (afgekort SAZU) en wat naar de Catharijnesingel verhuisde. Thans zit het ziekenhuis in de Uithof in Utrecht en heet nu UMC. Op de plek van het voormalige Stadsziekenhuis zijn woningen gekomen. Ook bevindt zich aan de Lange Jufferstraat het postadres van de oudste gemengde studentenvereniging van Utrecht (Unitas S.R.).